# Ivan Bašić
Ivan Bašić (* 30. April 2002 in Imotski, Kroatien) ist ein bosnischer Fußballspieler.

## Karriere

### Verein
Bašić begann seine Karriere beim HŠK Zrinjski Mostar. Zur Saison 2020/21 rückte er in den Kader der Profis von Zrinjski, im Anschluss debütierte er im August 2020 gegen den FK Sloboda Tuzla in der Premijer Liga. In seiner ersten Profisaison kam er zu 13 Einsätzen in der höchsten bosnischen Spielklasse. In der Saison 2021/22 wurde er mit Mostar Meister, in der Meistersaison absolvierte er 29 Partien, in denen er fünf Tore erzielte.
Nach dem Meistertitel wechselte Bašić zur Saison 2022/23 nach Russland zum FK Orenburg.

### Nationalmannschaft
Der gebürtige Kroate Bašić spielte 2019 erstmals für bosnische Jugendnationalteams. Im März 2021 debütierte er im U-21-Team.